# Heilig-Kreuz-Kapelle (Gaibach)

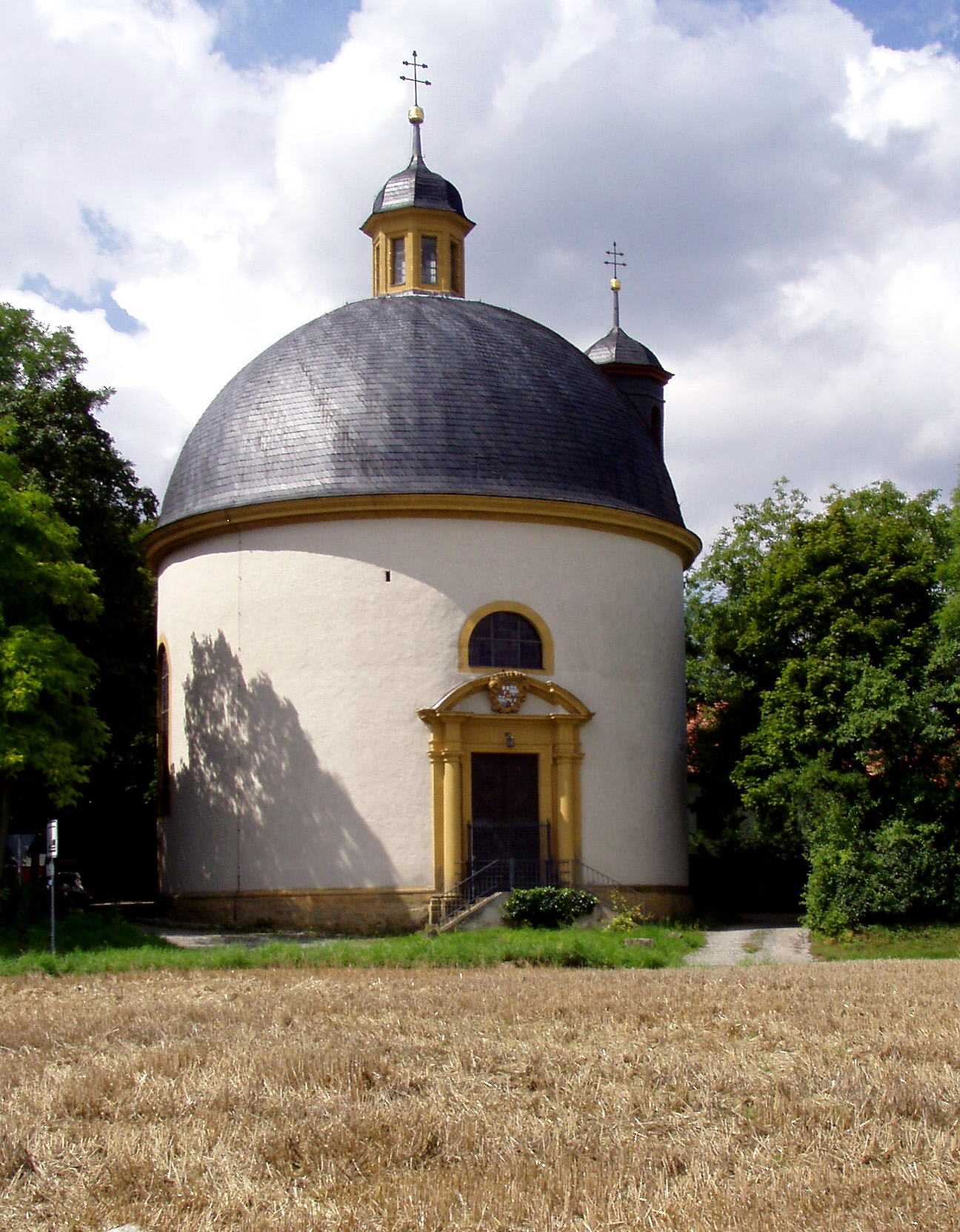
Die Kreuzkapelle am Rande des Schlossparks

Die Heilig-Kreuz-Kapelle liegt am Rande des Ortes Gaibach an der Staatsstraße 2271 auf dem Sonnenberg.

## Geschichte
Die Kapelle geht auf einen Vorgängerbau an der gleichen Stelle zurück. Ein Heiligenhäuschen mit Kruzifix war von den Bewohnern vielbesucht und wurde das „Fiber-Cäpelein“ genannt. Die Pläne zum Neubau der Kapelle kamen von Lothar Franz von Schönborn, dem damaligen Herrscher über Gaibach. Er hatte die Errichtung aufgrund eines Versprechens in Lebensgefahr forciert.
Nachdem 12.000 Gulden gezahlt worden waren, konnte 1697 mit dem Bau begonnen werden. Ein Jahr später wurde aus Bamberg ein Modell der Kuppel überbracht, die noch im selben Jahr fertiggestellt werden konnte. Die Einweihung der Kapelle erfolgte im Jahr 1700 durch den Würzburger Weihbischof Johann Bernhard Meyer. Als Baumeister kommt der Bamberger Hofbaumeister Johann Leonhard Dientzenhofer in Betracht.
In der unmittelbaren Folgezeit wurde auch die Einrichtung der Kirche vervollständigt. 1703 wurde die Kanzel vollendet, 1705 folgten die Altäre. Der Stifter half durch weitere Spenden die Ausstattung aufzuwerten. Außerdem unternahm er den Versuch, durch die Gründung einer Kreuzbruderschaft die neuerrichtete Kapelle als Wallfahrtsziel zu etablieren. Heute ist die Kapelle geschlossen. Das Bayerische Landesamt für Denkmalpflege listet die Heilig-Kreuzkapelle unter der Nummer D-6-75-174-254. Untertägige Reste werden als Bodendenkmal eingeordnet.
Die in einiger Entfernung angelegten Weinberge wurden in den 1970er Jahren nach der Kapelle benannt und unter dem Namen Gaibacher Kapellenberg vermarktet. Ebenso erhielt das Gaibacher Neubaugebiet den Namen „Am Kapellenberg“.

## Architektur
Die Kirche ist als Rotunde errichtet worden. Der Unterbau ist zylindrisch und wird von einer halbrunden Kuppel abgeschlossen. Auf der Nordseite des Dachs befindet sich ein Dachreiter, der als Glockenturm dient. Ein weiterer Dachreiter mit Laterne wurde auf die Kuppel als Abschluss gesetzt. Drei Rundbogenfenster und ein Portal gliedern den Bau. Das Portal befindet sich auf der Ostseite und wird von zwei Pilastern eingerahmt. Ein runder Giebel schließt das Portal nach oben hin ab. Ein Wappen der Familie Schönborn bekrönt es.
Im Inneren ist der Bau quadratisch. Vier Abseiten dienen den drei Altären als Aufbewahrungsort, der vierte dem Portal. Über dem Eingang ist auch die Orgelempore angebracht. Eine reiche Großgliederung erinnert an Balthasar Neumann.

## Ausstattung
Die Ausstattung der Kapelle kam unmittelbar nach der Erbauung in das Gotteshaus. Sie präsentiert zugleich den Reichtum des Stifters, der sich mit seinem Wappen mehrmals in der kleinen Kapelle hat verewigen lassen.

### Hochaltar
Der Hochaltar der Kirche befindet sich im Westen der Kapelle. Sein Retabel entstand im Jahr 1705 und erinnert in seinem Aufbau an die gleichzeitig entstandenen Seitenaltäre des Würzburger Domes. Der Altar besitzt einen viersäuligen Aufbau, wobei die äußeren Säulen weiter nach vorne gerückt wurden als die inneren. Alle Säulen sind rund und stehen auf rechteckigen Unterbauten, auf die Puttenköpfe stuckiert sind. Ein ausladendes Gesims leitet zum gesprengten Architrav über. Ein Altarauszug fehlt, lediglich die einrahmenden Engelsfiguren schließen den Altar nach oben hin ab.
Statt eines Altarbildes befindet sich in seinem Inneren das alte Kruzifix aus der ursprünglichen Kapelle. Es entstand wohl um 1500 und ist der Spätgotik zuzuordnen. Jesus wird als Dreinageltypus dargestellt. Hinter ihm erkennt man das Fenster, dessen Scheibe als rückseitiger Abschluss des Altars dient. Zu Füßen des Kreuzes steht Maria Magdalena. Ein schlichter Tabernakel wird von einem Puttenkopf bekrönt.

### Orgel
Die Orgel und ihr Gehäuse geht, wie die gesamte Einrichtung der Kapelle, auf die Stiftung des Lothar Franz von Schönborn zurück. Sie kam als erstes Element der Ausstattung bereits im Jahr 1700 in die Kirche.

#### Geschichte und Beschreibung
Die Orgel entstand 1699 und 1702 und wurde von Adam Philipp Schleich hergestellt. Dies belegt eine Inschrift auf dem Balg. Sie lautet: „Ich, Friedrich Bonhannß der zeit Schreiners Gesehl vnnd Vlrich Bonhannß der zeit Lehr jung bey H. Attam Fihlib Schleich Orgelmacher in Bamberg wir bete Brueter gebürtig in Frensdorff haben dieße Orgel verfertigen helffen im Jahr anno 1699. Worin dießes Jahr alle Güter in Stifft Bamberg vnnd in der Stat geblündert Worten vnd mancher Christ dar durch umdaß leben kommen.“
Im Jahr 1702 wurde das Instrument von Schleich erweitert. Eine weitere Inschrift auf einem Zettel in der Orgel besagt: „anno 1702 ist der Subbas gemacht worden durg Adamus Bfilibus schleich Orgell Macher zu Bamberch…“. Die Orgel wurde 1989/1990 umfassend von der Firma Orgelbau Vleugels aus Hardheim restauriert.
Das Gehäuse der Orgel wurde mit reichem Akanthuswerk verziert. Das Werk ist dreigeteilt, den seitlichen Teilen wurden eckige Gesimse mit reichen Verzierungen aufgesetzt, während das mittlere Element mit einem runden Gesims abschließt. Als Bekrönung dient das Wappen des Stifters Lothar Franz von Schönborn. Fruchtornament trennt die drei Teile der Orgel voneinander. Seitlich ragen zwei musizierende Engel mit Akanthusranken hervor.
Die Disposition lautet wie folgt:
| I Manual CDEFGA–c3 |            |       |
| 1.                 | Gedackt    | 8′    |
| 2.                 | Principal  | 4′    |
| 3.                 | Flöte      | 4′    |
| 4.                 | Octav      | 2′    |
| 5.                 | Quint      | 1 ⁄3′ |
| 6.                 | Mixtur III | 1′    |

| Pedal CDEFGA–a |         |     |
| 7.             | Subbass | 16′ |

- Koppel: Einspielende Pedalkoppel[5]

### Weitere Ausstattung
Die Kanzel entstand ebenfalls bald nach der Einweihung der Kapelle. Auf ihrem Schalldeckel befinden sich die Figur des Guten Hirten und reiches Akanthuswerk. Die Seitenaltäre sind einfache Aufbauten und zeigen eine Pietà (links) und eine schmerzhafte Gottesmutter (rechts). Die Deckengemälde des Kirchleins wurden von Lazaro Maria Sanguinetti geschaffen.